# 333253 Steele
333253 Steele è un asteroide della fascia principale esterna. Scoperto nel 2004, presenta un'orbita caratterizzata da un semiasse maggiore pari a 3,197077 UA e da un'eccentricità di 0,044499, inclinata di 20,880909° rispetto all'eclittica.

Robert "Josh" Steele è un research software engineer statunitense. Ha guidato il team dello Small Body Mapping Tool per la missione OSIRIS-REx.